# 張佩綸

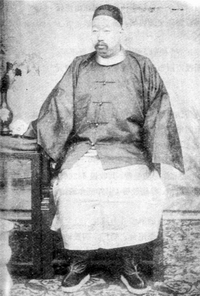
張佩綸

張 佩綸（ちょう はいりん、Zhāng Pèilún、1848年 ‐ 1903年）は、清末の官僚。字は幼樵、号は蕢斎。直隷豊潤出身。

## 生涯
1871年に進士となり、朝廷では李鴻藻・潘祖蔭・張之洞・陳宝琛・宝廷らと共に「清流」派に属した。李鴻章やロシアに対して弱腰の姿勢をとった崇厚らを弾劾したため、弾劾大臣の異名をとった。また1882年の壬午事変の直後、翰林院の張佩綸は長文よりなる東征論（日本討伐論）を上奏している。それに対し、李鴻章は時期尚早とのコメントを付している。

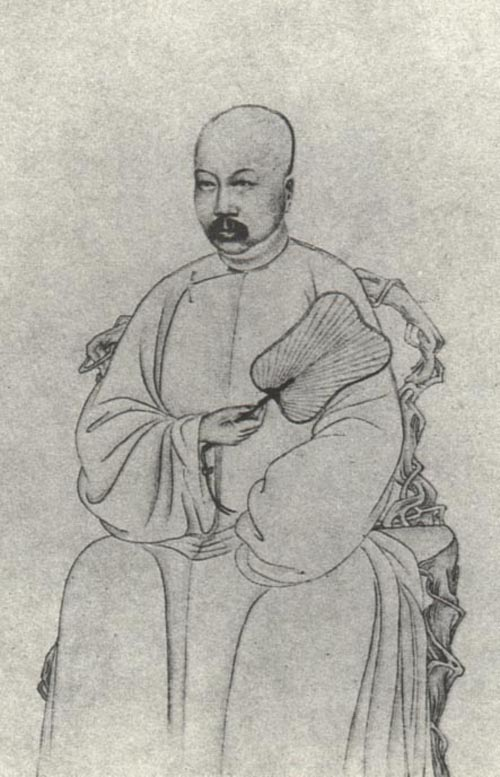
張佩綸の肖像画（『清代学者象伝』）

1884年から1885年にかけての清仏戦争の際には福建軍務会弁となった。しかし詹天佑らの警告を無視してフランス軍を軽侮したため、馬江海戦で福建海軍は全滅した。その上、敗戦後に何如璋と共に逃走したために免職となり、軍務に服することを命じられた。人々は、張佩綸が日頃から軍事を好んで語ったのに関わらず、いざ兵を指揮すると軍を捨てて逃亡したために「馬謖」とそしった。
軍役が終了した張佩綸に救いの手を差しのべたのはかつての政敵李鴻章であった。彼は張佩綸の才能を高く評価し、自分の娘を嫁がせた。とはいえ李鴻章は身内のために利益を図っているとの疑いを避けるために、あえて張佩綸を推挙することはなかった。その李鴻章が1901年に死去すると張佩綸の官界への復帰は絶望的となり、1903年に庶人のまま憂悶のうちに死去した。作家の張愛玲は孫に当たる。